# Dos Palos Y
Ne doit pas être confondu avec Dos Palos.
Dos Palos Y est une census-designated place du comté de Merced, dans l'État de Californie, aux États-Unis,. En 2020, elle compte une population de 310 habitants.